# کنزق
کنزق روستایی است که در استان اردبیل، شهرستان سرعین، بخش مرکزی، دهستان آب‌گرم قرار دارد.

## موقعیت جغرافیایی
روستاي«گنزق» از توابع بخش سرعين شهرستان اردبيل، با مختصات جغرافيايي 48 درجه و 8 دقيقه طول شرقي و 38 درجه و 9 دقيقه عرض شمالي، در سه کيلومتري شهر سرعين واقع شده است. اين روستا از شمال به اراضي اردي‌موسي، از جنوب به روستاي تاريخي کلخوران، از شرق به روستاي آق‌ قلعه و از غرب به شهر توريستي سرعين محدود شده است. ارتفاع اين روستا از سطح دريا 1550 متر است.این روستا با داشتن دستکندهای منحصر بفرد خود که قدمت آن به هزاره قبل از میلاد بر می گردد که در روستای قدیم جای گرفته است وبا توجه به نزدیکی شهر توریستی سرعین سالانه گردشگران زیادی از این محوطه تاریخی دیدن می نمایند به غیر از محوطه تاریخی باغات و فضای سبز آن چشم نواز گردشگران می باشد این مکان با کمک اداره کل  میراث فرهنگی و گردشگری و با حمایت دهیاری در چند سال اخیر به ثبت ملی رسیده بعد از آن به پایگاه ملی ارتقاع یافته است . و مرمت باز سازی احیاء حدودا نزدیک به چهارصد غار و دستکند زیر زمینی آغاز شده است 

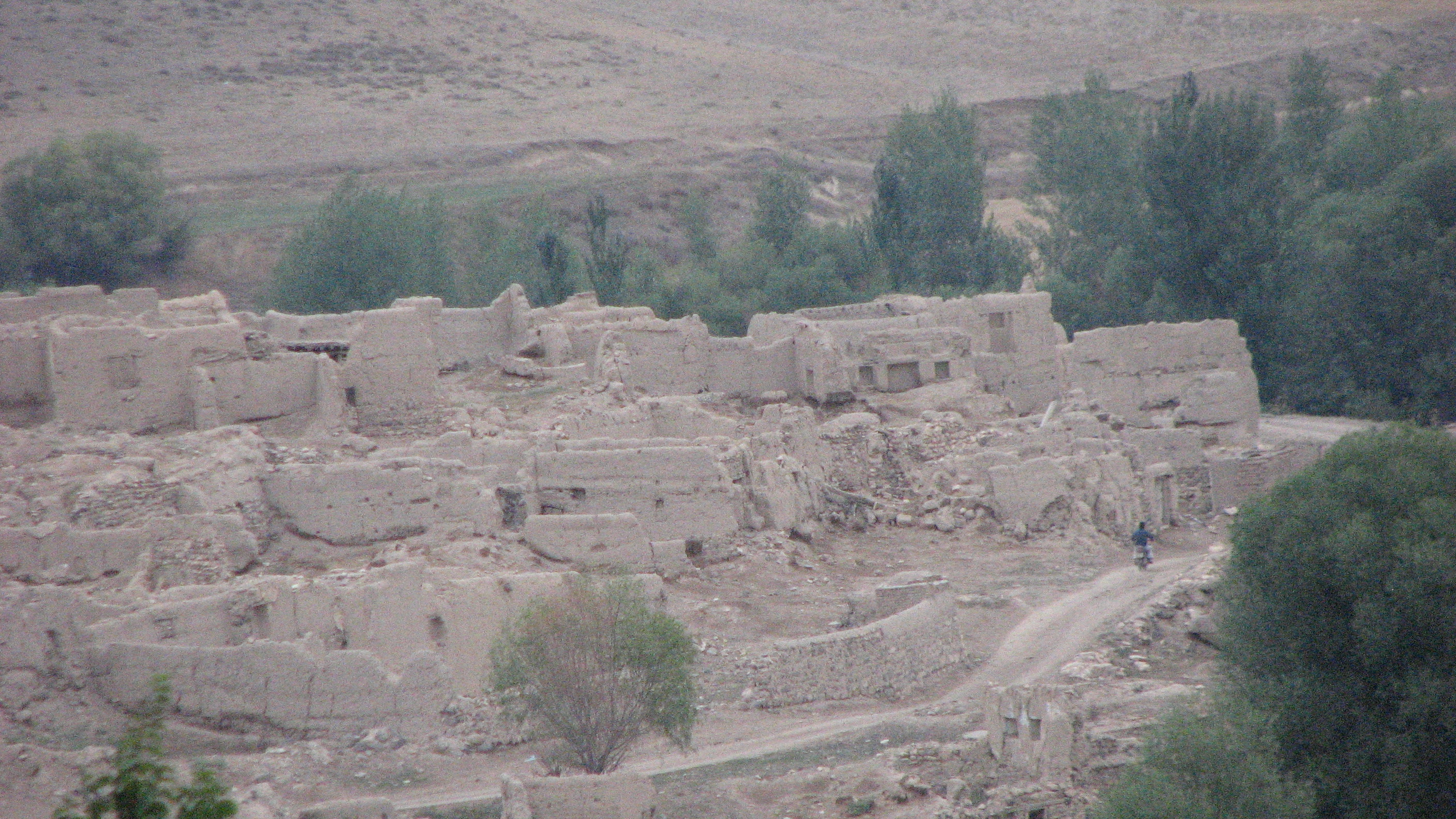
نمائی از روستای قدیمی کنزق که در اثر زلزله بکلی تخریب شد